# Opération Lal Dora
 (mars 2023).
Si vous disposez d'ouvrages ou d'articles de référence ou si vous connaissez des sites web de qualité traitant du thème abordé ici, merci de compléter l'article en donnant les références utiles à sa vérifiabilité et en les liant à la section « Notes et références ».
L'opération Lal Dora, en français Opération Ligne rouge, est une expédition militaire envisagée par l'Inde contre Maurice en 1983. Validée par Indira Gandhi, alors Première ministre de l'Inde, cette opération amphibie impliquant d'importants moyens aéronavals devait assurer le maintien au pouvoir dans l'État insulaire de l'océan Indien d'un Premier ministre mauricien d'origine indienne, en l'occurrence Anerood Jugnauth, que les autorités de l'Inde estimaient menacé d'un coup d'État par le Franco-Mauricien Paul Bérenger. L'opération avorta du fait d'une opposition entre la marine et l'armée pour le commandement de l'opération. Anerood Jugnauth parvint à se maintenir plusieurs années à son poste par le jeu politique mauricien.